# 張亮 (明朝)
張亮（16世紀—1645年），字伯揆，號輝寰，四川成都府內江縣人，明朝、南明政治人物。

## 生平
張亮是萬曆三十七年（1609年）舉人，歷任山東濟陽縣訓導、國子監助教學錄，陞戶部主事、工部屯田司員外郎，外任陝西榆林參議，以能幹聞名，得推薦任職安廬副使，抵抗寇盜有功，鄭二陽將他視作左右手倚靠。崇禎十七年（1644年），擢都察院僉都御史、巡撫安廬池太，協助剿滅寇匪軍務，任命湯之京為參謀。
弘光帝即位，張亮上疏說：「南北兩地只隔著黃河，賊人若從山東侵犯，淮安、徐州據黃河之險，可以防守；賊人若從河南來，那就無險可守。現在無法考查，令壟斷者滿載再販賣給賊人，負責濱河的官員為何如此松懈！請求嚴加盤問販賣者，用通賊罪名治罪。」又說：「賊人行動可以預料，請讓我辭職視乎他們行動督兵進討討伐。」可是馬士英意不在防寇，命張亮還任。次年（1645年）四月，左夢庚部下楊文富東下進攻，他以兒子石公托六安總兵張賓吾移動各營兵守城。天亮時，四川將領陳元方火燒城隍廟，副總兵賈應登在各營縱火當內應，左夢庚攻破安慶殺掠，楊振宗逃走，他被挾持到清朝。多鐸打算重用張亮，他不屈服，在身上的銅牌刻上官階、姓名和絕命詩，行到高郵趁機跳水而死。隆武年間追諡忠武；僕人野從先、李自春跟隨跳水自殺。